# Домацано (Лука)
Домацано је насеље у Италији у округу Лука, региону Тоскана.
Према процени из 2011. у насељу је живело 130 становника. Насеље се налази на надморској висини од 158 м.